# Specifično opterećenje krila
U aerodinamici, specifično opterećenje krila je masa zrakoplova podijeljena s površinom krila. Povećanjem brzine leta zrakoplova stvara se i veći uzgon na površini krila. Tako manja krila mogu podnijeti istu težinu tijekom leta primajući na sebe veće opterećenje a sukladno tome brzina slijetanja i polijetanja bit će veća. S povećanjem specifičnog opterećenja krila smanjuju se manevarske osobine zrakoplova. Ista ograničenja vrijede i za ptice i šišmiše.

### Mjerne jedinice
"Težine" zrakoplova prikazuju se uvijek kao mase, odnosno u jedinicama kao što su kilogrami ili funte. Specifično opterećenje krila se gotovo uvijek daje u lb/ft2 ili kg/m2. Ponekad se jedinica sile zamijeni s jedinicom mase te se specifično opterećenje krila može naći prikazano kao  N/m2. Množenjem lb/ft2 s 4,88 dobivaju se kg/m2 dok je kg/m2 potrebno pomnožiti s 9,80665 kako bi se dobili N/m2. Ovaj zadnji broj je standardna vrijednost Zemǉinog gravitacijskog polja uz površinu planete u m/s2 (stvarno polje g se mijenja ovisno o mjestu, u granici od oko 1%, te također ovisno o visini).

### Primjer raspona specifičnog opterećenja krila
Namjera prikaza je davanje osjećaja za raspon specifičnog opterećenja krila kod raznih tipova aviona. Korištene su maksimalne težine aviona a podatci mogu biti različiti kod raznih inačica. Datumi su približni, i označuju početak korištenja. 
| Avion                   | Fun 160 | ASK 21    | Nieuport 17 | Ikarus C42 | Cessna 152 | Vans RV-4 | Spitfire V | DC-3     | B-17      | Bf 109  | B-36      | Eurofighter | F-104   | A380     | B747     |
| ----------------------- | ------- | --------- | ----------- | ---------- | ---------- | --------- | ---------- | -------- | --------- | ------- | --------- | ----------- | ------- | -------- | -------- |
| Spec. op. krila (kg/m2) | 6,3     | 33        | 38          | 38         | 51         | 67        | 120        | 123      | 190       | 210     | 272       | 311         | 514     | 663      | 740      |
| Tip                     | zmaj    | jedrilica | lovac       | mikrolaki  | privatni   | sportski  | lovački    | putnički | bombarder | lovački | bombarder | lovački     | lovački | putnički | putnički |
| Datum                   | 2007.   | 1990.     | 1916.       | 1997.      | 1978.      | 1980.     | 1940.      | 1936.    | 1938.     | 1937.   | 1949.     | 1998.       | 1958.   | 2007.    | 1970.    |